# Henrique Arlindo Etges
Henrique Arlindo Etges, noto semplicemente come Henrique (Venâncio Aires, 15 marzo 1966), è un ex calciatore brasiliano, di ruolo difensore.

## Carriera

### Club
Cresciuto nel Grêmio trascorse la maggior parte della sua carriera nel Corinthians con cui giocò sei stagioni, dal 1992 al 1997.
Con la Timão disputò 292 partite andando a segno 17 volte, inoltre sollevò due campionati paulisti e una Coppa del Brasile. Nel 1998 si trasferì a Tokyo tra le file del Verdy Kawasaki per poi terminare la carriera agonistica.

### Nazionale
Con il Brasile Under-20 vinse nel 1985 la seconda Coppa del Mondo di categoria della Seleção siglando in finale contro la Spagna il gol decisivo del 1 a 0.

## Palmarès

### Club

#### Competizioni statali
- Campionato Gaúcho: 4

Grêmio: 1985, 1986, 1987, 1988
- Campionato paulista: 2

Corinthians: 1995, 1997

#### Competizioni nazionali
- Coppa del Brasile: 1

Corinthians: 1995

### Nazionale
- Campionato mondiale Under-20: 1

URSS 1985